# Jon Tester
Raymond Jon Tester (1956. augusztus 21. –) amerikai gazda és politikus, 2007 és 2025 között az Amerikai Egyesült Államok szenátora Montanából.
Testert 2006-ban választották be először a Szenátusba, mikor legyőzte a republikánus Conrad Burnst. 2012-ben egy szoros versenyben, majd 2018-ban ismét újraválasztották. Tester korábban Montana Szenátusának elnöke volt, illetve korábban gazdaként és zenetanárként dolgozott. 2021. január 4. óta az egyetlen Demokrata képviselő a Kongresszusban Montanából. 2024-ben vereséget szenvedett a republikánus Tim Sheehytől.

## Választási eredmények
| Párt     | Jelölt          | Szavazatok | %      |
| -------- | --------------- | ---------- | ------ |
|          | Jon Tester      | 65,757     | 60.77  |
|          | John Morrison   | 38,394     | 35.48  |
|          | Paul Richards   | 1,636      | 1.51   |
|          | Robert Candee   | 1,471      | 1.36   |
|          | Kenneth Marcure | 940        | 0.87   |
| Összesen | Összesen        | 108,198    | 100.00 |

| Párt     | Jelölt                    | Szavazatok | %      |
| -------- | ------------------------- | ---------- | ------ |
|          | Jon Tester                | 199,845    | 49.16% |
|          | Conrad Burns (hivatalban) | 196,283    | 48.29% |
|          | Stan Jones                | 10,377     | 2.55%  |
| Összesen | Összesen                  | 406,505    | 100.0% |

| Párt     | Jelölt                  | Szavazatok | %      |
| -------- | ----------------------- | ---------- | ------ |
|          | Jon Tester (hivatalban) | 236,123    | 48.58% |
|          | Denny Rehberg           | 218,051    | 44.86% |
|          | Dan Cox                 | 31,892     | 6.56%  |
| Összesen | Összesen                | 486,066    | 100.0% |

| Párt     | Jelölt                  | Szavazatok | %    |
| -------- | ----------------------- | ---------- | ---- |
|          | Jon Tester (hivatalban) | 114,948    | 100% |
| Összesen | Összesen                | 114,948    | 100% |

| Párt     | Jelölt                  | Szavazatok | %      |
| -------- | ----------------------- | ---------- | ------ |
|          | Jon Tester (hivatalban) | 253,876    | 50.33% |
|          | Matt Rosendale          | 235,963    | 46.78% |
|          | Rick Breckenridge       | 14,545     | 2.88%  |
| Összesen | Összesen                | 504,384    | 100.0% |